# Elvis & Nixon
Elvis & Nixon è un film del 2016 diretto da Liza Johnson.
Il film è ispirato a fatti realmente accaduti il 21 dicembre 1970, quando Elvis Presley incontrò il Presidente degli Stati Uniti d'America Richard Nixon, interpretati rispettivamente da Michael Shannon e Kevin Spacey.

## Trama
La mattina del 21 dicembre 1970 Elvis Presley si reca alla Casa Bianca per richiedere un incontro urgente con il presidente degli Stati Uniti Richard Nixon, chiedendo di essere nominato agente federale sotto copertura della narcotici.

## Produzione
L'incontro di Presley e Nixon era già stato raccontato nel film per la televisione Elvis Meets Nixon del 1997, con Rick Peters nei panni di Elvis Presley e Bob Gunton nel ruolo di Richard Nixon.
La produzione di Elvis & Nixon è stata annunciata nel novembre 2014, quando i diritti sono acquisiti dalla Sony Pictures Worldwide Acquisitions, divisione della Sony Pictures Entertainment. Inizialmente i ruoli di Elvis Presley e Richard Nixon erano stati assegnati a Eric Bana e Danny Huston. Cary Elwes è co-sceneggiatore della pellicola, che inizialmente doveva anche dirigere, regia poi affidata a Liza Johnson. Il fratello di Elwes, Cassian Elwes, figura tra i produttori del film.
Nel novembre 2014 Michael Shannon e Kevin Spacey vengono ingaggiati per interpretare rispettivamente Presley e Nixon. Nel gennaio 2015 si uniscono al cast Colin Hanks, Johnny Knoxville, Alex Pettyfer, Tracy Letts e Sky Ferreira. A febbraio si unisce al cast Tate Donovan nel ruolo del capo di gabinetto della Casa Bianca Harry Robbins Haldeman.
Le riprese sono iniziate il 12 febbraio 2015 a New Orleans.

## Distribuzione
Il primo trailer è stato diffuso l'8 gennaio 2016, in concomitanza con l'81º compleanno di Elvis Presley. Il film è stato distribuito nelle sale cinematografiche statunitensi il 22 aprile 2016, preceduto da un'anteprima al Tribeca Film Festival, il 18 aprile. Viene distribuito nelle sale italiane il 22 settembre 2016.